# ホルモゴルイ
座標: 北緯64度13分36秒 東経41度39分06秒 / 北緯64.22667度 東経41.65167度

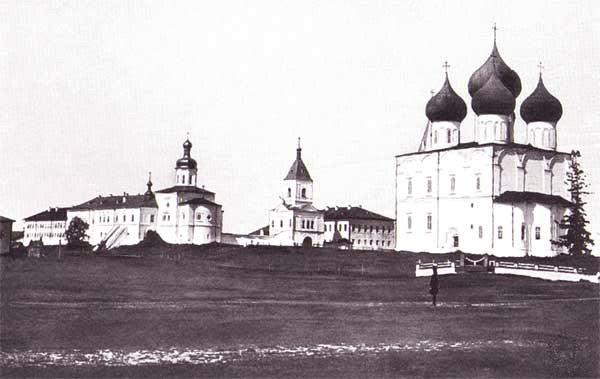
19世紀のホルモゴルイ

ホルモゴルイ（Холмого́ры, Kholmogory）は、ロシアのアルハンゲリスク州にある古い村。人口は3,394人（2021年）。
ホルモゴルスキー地区の行政中心地。北ドヴィナ川の左岸に位置し、河口の町アルハンゲリスクからは南東へ75km、アントニエヴォ・シースキー修道院からは北へ90km。町の名は、フィンランド語の「Kalmomäki」（死体の丘、墓場）から来ている。ロシア帝国時代の有名な科学者ミハイル・ロモノーソフは近くの村の出身である。

## 歴史
ホルモゴルイには、歴史時代の初期にはフィン・ウゴル語族の「Savolotshij Thsuuds」という人々が住み、古いノヴゴロドやカレリアの年代記ではこの人々はイェム（Yems）とも呼ばれていた。この地に入植した最初のスラブ人は、ヴォログダ地方から1220年以後にやってきたポモールの人々である。
14世紀には、ホルモゴルイ（コルモゴルイ）の町はノヴゴロド公国の最北に位置する交易拠点として栄え、白海や北ドヴィナ川を通じての交易が行われていた。1554年にはイギリスのムスコヴィ会社がホルモゴルイに拠点を置き毛皮の取扱を行い、白海を通じて西欧へと輸出したため重要性は増した。1584年にイヴァン4世がさらに下流にノヴォ・ホルモゴルイの町（現在のアルハンゲリスク）を築いた後はその重要性は次第に低下していった。
モスクワ大公国の相続争いに端を発する大動乱の時代、1613年にはスウェーデン軍がホルモゴルイを占領したが撤退したとされている（ただしソビエト連邦の時代に主張された説であり、スウェーデンの記録にはホルモゴルイを攻撃したという言及は見られない）。17世紀・18世紀にはホルモゴルイはモスクワ大公国の流刑地ともなっている。
1682年にはこの地方最大のホルモゴルイ大聖堂が建立されたが、スターリン時代の1930年代に取り壊された。しかしその他の古い木造の聖堂や工場などは今でも残っている。この地方は中世からマンモスやセイウチの牙を使った彫刻などの工芸で知られており、現在でもこの伝統は受け継がれている。
ホルモゴルイの聖堂付近で2008年に行った発掘の結果、特別な方法で埋葬された若者の遺体が発見された。死亡時の年齢や埋葬時期、殺害に使われたとされるサーベルの跡などが一致しており、法医学鑑定を受けているが遺体がイヴァン6世のものである「可能性が極めて高い」との見解がなされている 。